# Sandra Oh
Sandra Miju Oh OC (sinh ngày 20 tháng 7 năm 1971) là nữ diễn viên người Canada và Mỹ. Cô được biết đến với các vai diễn chính như Rita Wu trong bộ phim hài Arliss (1996-2002) của HBO, Cristina Yang trong bộ phim truyền hình y khoa Grey's Anatomy (2005–2014) và Eve Polastri trong loạt phim kinh dị về điệp viên Killing Eve (2018– hiện nay). Cô đã nhận được nhiều giải thưởng, bao gồm hai giải Quả cầu vàng và bốn giải Screen Actors Guild, và mười hai đề cử giải Primetime Emmy.
Oh lần đầu tiên được công nhận với vai diễn trong các bộ phim Canada Hạnh phúc nhân đôi (1994) và Nhật ký Evelyn Lau (1994). Trên truyền hình, cô được chú ý với vai diễn Rita Wu trong bộ phim sitcom Arliss (1996–2002) của HBO. Các khoản tín dụng truyền hình sau này của cô bao gồm Judging Amy và American Crime , cũng như các vai lồng tiếng trong American Dad!, American Dragon: Jake Long, The Proud Family , Phineas và Ferb, Chop Socky Chooks , She-Ra and the Princesses of Power , và Invincible . Năm 2021, cô đóng vai chính trong series phim hài truyền hình The Chair của Netflix và cũng là một trong những nhà sản xuất điều hành của bộ phim.
Oh được biết đến với vai phụ và diễn xuất nổi bật trong các bộ phim như Bean (1997), Last Night (1998), The Princess Diaries (2001), Long Life, Happiness & Prosperity (2002), Under the Tuscan Sun (2003), Sideways (2004), Wilby Wonderful (2004), Hard Candy (2005), Rabbit Hole (2010), Tammy (2014), Catfight (2016), và Công viên Thiền (2017), cũng như các vai lồng tiếng trong Hoa Mộc Lan 2 (2004) ), Vươn tới cung trăng (2020), Raya và rồng thần cuối cùng (2021) và Gấu đỏ biến hình (2022).
Oh đã giành được hai giải Genie cho Diễn xuất hay nhất của Nữ diễn viên chính trong Đêm cuối cùng và Hạnh phúc nhân đôi và giành được Giải Gemini cho Diễn xuất xuất sắc nhất của Nữ diễn viên đóng vai chính trong một chương trình kịch tính hoặc Series nhỏ cho Nhật ký của Evelyn Lau .
Bà đã tổ chức Lễ trao giải Genie lần thứ 28 vào năm 2008 và trở thành người phụ nữ gốc Á đầu tiên đăng cai Giải Quả cầu vàng tại lễ trao giải lần thứ 76 vào năm 2019. Vào tháng 3 năm 2019, cô trở thành phụ nữ Canada gốc Á đầu tiên tổ chức Saturday Night Live và chỉ là nữ diễn viên gốc Á thứ ba làm được điều này, sau Lưu Ngọc Linh vào năm 2000 và Awkwafina vào năm 2018. Cô cũng là nữ diễn viên gốc Á đầu tiên được đề cử giải Primetime Emmy cho Nữ diễn viên chính xuất sắc trong phim truyền hình dài tập và là người phụ nữ gốc Á đầu tiên giành được hai giải Quả cầu vàng. Năm 2019, Thời giantạp chí đã vinh danh Oh là một trong 100 người có ảnh hưởng nhất trên thế giới. Ngoài quốc tịch Canada, Oh đã nhập quốc tịch Mỹ từ năm 2018.

## Thời thơ ấu
Sandra Miju Oh  sinh tại Nepean, Ontario , vào ngày 20 tháng 7 năm 1971, là con gái của những người nhập cư trung lưu Hàn Quốc Jeon Young-nam, một nhà sinh hóa học và Oh Jun-su (John), một doanh nhân.  Cha mẹ bà đã chuyển đến khu vực này vào đầu những năm 1960. Bà có một em trai tên Ray, và một chị gái tên Grace, và lớn lên trong một gia đình theo đạo Thiên chúa, sống trên Camwood Crescent ở Nepean, nơi bà bắt đầu diễn xuất và tập múa ba lê từ năm bốn tuổi để sửa dáng chim bồ câu của mình. Lớn lên, Oh là một trong số ít thanh niên gốc Á ở Nepean. 
Lúc 10 tuổi, Oh đóng vai The Wizard of Woe trong vở nhạc kịch đẳng cấp mang tên The Canada Goose. Sau đó, tại Trường Trung học Sir Robert Borden , bà thành lập câu lạc bộ môi trường BASE (Borden Active Students for the Environment), dẫn đầu một chiến dịch chống lại việc sử dụng cốc xốp . Khi còn học trung học, bà được bầu làm chủ tịch hội học sinh. Bà cũng chơi sáo Tây và tiếp tục đào tạo ba lê và học diễn xuất, mặc dù bà biết rằng mình "không đủ tốt để trở thành một vũ công chuyên nghiệp" và cuối cùng tập trung vào diễn xuất. Bà từng tham gia các lớp học kịch, đóng các vở kịch ở trường và tham gia câu lạc bộ kịch, nơi bà tham gia Trò chơi Cải tiến Canada và Skit Row High, một nhóm hài. Chống lại lời khuyên của cha mẹ, cô từ chối học bổng báo chí bốn năm của Đại học Carleton để theo học kịch nghệ tại Trường Sân khấu Quốc gia Canada ở Montreal , tự trang trải cuộc sống.
Oh nói với bố mẹ rằng cô ấy sẽ thử diễn xuất trong vài năm, và hứa sẽ quay lại trường đại học nếu không thành công. [7] Suy nghĩ về việc bỏ học đại học, cô ấy nói rằng cô ấy là "người duy nhất trong gia đình bà không có bằng thạc sĩ về một thứ gì đó".  Ngay sau khi tốt nghiệp Trường Sân khấu Quốc gia năm 1993, cô đóng vai chính trong vở kịch Oleanna của David Mamet ở London, Ontario. Cũng trong khoảng thời gian này, cô đã giành được các vai diễn trong các bộ phim truyền hình tiểu sử về hai phụ nữ Canada gốc Hoa đáng kể: vai tác giả người Vancouver Evelyn Lau trong Nhật ký Evelyn Lau, nơi cô đã giành được vai diễn trước hơn 1.000 người khác đã thử vai, và vai Adrienne Clarkson trong bộ phim tiểu sử về cuộc đời của Clarkson của CBC .

## Danh sách phim

### Điện ảnh
| Năm  | Tên phim                                         | Vai diễn                       | Chú thích                 |
| ---- | ------------------------------------------------ | ------------------------------ | ------------------------- |
| 1994 | Double Happiness                                 | Jade Li                        |                           |
| 1995 | Prey                                             | Il Bae                         | Phim ngắn                 |
| 1996 | Cowgirl                                          | Sarah Hwang                    | Phim ngắn                 |
| 1997 | Bean                                             | Bernice Schimmel               |                           |
| 1997 | Bad Day on the Block                             |                                |                           |
| 1998 | Last Night                                       | Sandra                         |                           |
| 1998 | The Red Violin                                   | Madame Ming                    |                           |
| 1998 | Permanent Midnight                               | Friend                         |                           |
| 1999 | Guinevere                                        | Cindy                          |                           |
| 2000 | Waking the Dead                                  | Kim                            |                           |
| 2000 | Dancing at the Blue Iguana                       | Jasmine Bulut                  |                           |
| 2000 | Three Lives of Kate                              | Narrator                       | Short film                |
| 2001 | The Princess Diaries                             | Vice Principal Gupta           |                           |
| 2001 | Date Squad                                       | Alpha Baby                     | Short film                |
| 2001 | The Frank Truth                                  | Bản thân                       | Documentary               |
| 2002 | Big Fat Liar                                     | Phyllis Caldwell               |                           |
| 2002 | Full Frontal                                     | Fourth fired employee          |                           |
| 2002 | Rick                                             | Michelle                       |                           |
| 2002 | Long Life, Happiness & Prosperity                | Kin Ho Lum                     |                           |
| 2002 | Barrier Device                                   | Audrey                         | Phim ngắn                 |
| 2003 | Under the Tuscan Sun                             | Patti                          |                           |
| 2003 | Owning Mahowny                                   | Craps player                   | Uncredited                |
| 2004 | Sideways                                         | Stephanie                      |                           |
| 2004 | Wilby Wonderful                                  | Carol French                   |                           |
| 2004 | Hoa Mộc Lan 2                                    | Đình Đình (lồng tiếng)         |                           |
| 2004 | 8 Minutes to Love                                | Joy                            | Short film                |
| 2005 | Hard Candy                                       | Judy Tokuda                    |                           |
| 2005 | Break a Leg                                      | Young Turk                     |                           |
| 2005 | Stationery                                       | Woman (voice)                  | Phim ngắn                 |
| 2005 | Cake                                             | Lulu                           |                           |
| 2005 | 3 Needles                                        | Mary                           |                           |
| 2005 | Sorry, Haters                                    | Phyllis MacIntyre              |                           |
| 2005 | Kind of a Blur                                   | Joe                            |                           |
| 2006 | The Night Listener                               | Anna                           |                           |
| 2006 | For Your Consideration                           | Marketing person               |                           |
| 2007 | The Land Before Time XIII: The Wisdom of Friends | Doofah (lồng tiếng)            |                           |
| 2007 | Falling                                          | Melanie                        | Phim ngắn                 |
| 2008 | Blindness                                        | Minister of Health             |                           |
| 2009 | Defendor                                         | Dr. Park                       |                           |
| 2009 | The People Speak                                 | Herself                        | Documentary               |
| 2010 | Quantum Quest: A Cassini Space Odyssey           | Gal 2000 (lồng tiếng)          |                           |
| 2010 | Ramona and Beezus                                | Mrs. Meacham                   |                           |
| 2010 | Rabbit Hole                                      | Gabby                          |                           |
| 2014 | Tammy                                            | Susanne                        |                           |
| 2015 | The Scarecrow                                    | Evelyn                         | Phim ngắn                 |
| 2015 | Snowtime!                                        | Four-Eyed Frankie (lồng tiếng) |                           |
| 2016 | Window Horses                                    | Rosie Ming (voice)             | Đồng thời là nhà sản xuất |
| 2016 | Catfight                                         | Veronica Salt                  |                           |
| 2017 | Meditation Park                                  | Ava                            |                           |
| 2020 | Vươn tới cung trăng                              | Cô Chung (lồng tiếng)          |                           |
| 2021 | Raya và rồng thần cuối cùng                      | Virana (lồng tiếng)            |                           |
| 2022 | Gấu đỏ biến hình                                 | Ming (lồng tiếng)              | Post-production           |
| 2022 | Umma                                             | Amanda                         | Post-production           |

### Truyền hình
| Năm           | Tên phim                                           | Vai                                 | Ghi chú                                                       |
| ------------- | -------------------------------------------------- | ----------------------------------- | ------------------------------------------------------------- |
| 1989          | Denim Blues                                        | Gwen                                | Television pilot                                              |
| 1992          | Degrassi High: School's Out                        | Waitress                            | Television film                                               |
| 1994          | The Diary of Evelyn Lau                            | Evelyn Lau                          | Television film                                               |
| 1995          | Cagney & Lacey: The View Through the Glass Ceiling | Angela Lum                          | Television film                                               |
| 1995          | If Not for You                                     | Anna                                | 2 episodes                                                    |
| 1995          | Lonesome Dove: The Outlaw Years                    | Ming Li                             | Episode: "Badlands"                                           |
| 1996          | Kung Fu: The Legend Continues                      | Mai Chi                             | Episode: "The First Temple"                                   |
| 1996–2002     | Arliss                                             | Rita Wu                             | Main role                                                     |
| 1999          | Happily Ever After: Fairy Tales for Every Child    | Breadcrumb (voice)                  | Episode: "The Three Little Pigs"                              |
| 2000          | Popular                                            | Humanities teacher                  | 2 episodes                                                    |
| 2001          | Further Tales of the City                          | Bambi Kanetaka                      | Miniseries                                                    |
| 2001          | Judging Amy                                        | Shelly Tran                         | 3 episodes                                                    |
| 2001          | Six Feet Under                                     | Porn starlet                        | Episode: "An Open Book"                                       |
| 2001–2002     | The Proud Family                                   | Marsha Mitsubishi (voice)           | 5 episodes                                                    |
| 2005–present  | American Dad!                                      | Katie / Hiko Yoshida (voice)        | 6 episodes                                                    |
| 2005–2014     | Grey's Anatomy                                     | Cristina Yang                       | Main role (seasons 1–10)                                      |
| 2006          | Odd Job Jack                                       | Vanessa                             | 2 episodes                                                    |
| 2006–2007     | American Dragon: Jake Long                         | Sun Park (voice)                    | 6 episodes                                                    |
| 2008          | Chop Socky Chooks                                  |                                     |                                                               |
| 2008          | Phineas and Ferb                                   | Doofenshmirtz's girlfriend (voice)  | Episode: "Get That Bigfoot Outa My Face! / Tree to Get Ready" |
| 2008          | Sesame Street                                      | Fairy cookie person                 | Episode: "The Cookie Touch"                                   |
| 2009          | Robot Chicken                                      | Kate Winslet / Sarah Connor (voice) | Episode: "Cannot Be Erased, So Sorry"                         |
| 2010          | Thorne                                             | Sarah Chen                          | Episode: "Scaredycat"                                         |
| 2011          | Michael: Every Day                                 | Judy Song                           | Episode: "Ridicule"                                           |
| 2014          | Betas                                              | Sharron                             | Episode: "Steppin' Out"                                       |
| 2015          | Shitty Boyfriends                                  | Kathy                               | 6 episodes                                                    |
| 2016          | Peg + Cat                                          | President (voice)                   | Episode: "The Package Problem / The Train Problem"            |
| 2017          | American Crime                                     | Abby Tanaka                         | 4 episodes                                                    |
| 2018–2022     | Killing Eve                                        | Eve Polastri                        | Main role; also executive producer                            |
| 2018–2020     | She-Ra and the Princesses of Power                 | Castaspella (voice)                 | 8 episodes                                                    |
| 2019          | 76th Golden Globe Awards                           | Herself (co-host)                   | Television special                                            |
| 2019          | Saturday Night Live                                | Herself (host)                      | Episode: "Sandra Oh / Tame Impala"                            |
| 2021- present | The Chair                                          | Ji-Yoon Kim                         | Main role; also executive producer                            |
| 2021- present | Invincible                                         | Debbie Grayson (voice)              | Main role                                                     |